# Детская задача
«Детская задача» (англ. The Child’s Problem, 1857) — акварель английского художника Ричарда Дадда (англ. Richard Dadd, 1817—1886). Создана на тринадцатый год пребывания в психиатрической лечебнице, куда Дадд был помещён после отцеубийства.

## История создания и судьба акварели
Акварель «Детская задача» создана Ричардом Даддом в психиатрической лечебнице Бедлам (её официальное название — Бетлемская королевская больница), где он находился после совершённого им убийства. 28 августа 1843 года краснодеревщик, владелец мебельной мастерской Роберт Дадд и его сын — начинающий, но уже известный в кругу ценителей художник, незадолго до этого внезапно прервавший своё путешествие на Восток, приехали в Чатем, чтобы посмотреть на маневры местного полка. Юноша страдал от галлюцинаций, появившихся у него во время пребывания в Египте, и уже побывал у известного психиатра Александра Сазерленда, который объявил его невменяемым, но отец не придал значения диагнозу специалиста. Придя в возбуждение от музыки, вида оружия, шума толпы, сын напал на отца. Ричард ударил его в грудь матросским ножом, а затем перерезал горло бритвой. Спустя короткое время он бежал во Францию, где набросился с ножом на пассажира дилижанса из Кале в Париж. На допросе Дадд заявил, что едет в Вену, чтобы убить там австрийского императора, ещё одной будущей своей жертвой он назвал папу римского. Свои действия он объяснял волей бога Осириса.
Доктор Чарльз Худ, наблюдавший пациента в лечебнице, куда его поместили по приговору суда, писал в 1854 году (за три года до акварели):

«Время от времени безо всяких видимых к тому причин он вскакивал на ноги и начинал молотить воздух кулаками. Он объяснял, что какие-то духи все ещё овладевают его волей и заставляют тело делать то, чего он не хотел бы. Когда он заговаривает о своем преступлении, он явно возбуждается, уходит в сторону от темы и речь его часто становится непонятной. Он очень эксцентричен и вовсе не обращает внимания ни на какие приличия — как в своих действиях, так и в словах. Он представляет собой самое что ни на есть животное существо, объедаясь до такой степени, что его начинает тошнить.
Несмотря на все эти отталкивающие черты, он может быть в то же время весьма тонко чувствующим и приятным собеседником, обнаруживая в разговоре наличие яркого и наблюдательного ума, весьма изощрённого в тонкостях своей профессии, в которой он всё ещё сияет и вне всякого сомнения достиг бы больших высот, если бы не эти печальные обстоятельства»— Игорь Лалаянц. Гений из Бедлама
В 1857 году (год создания акварели) условия содержания художника в лечебнице были улучшены, так как он «в течение многих лет не проявлял буйности». Однако в дальнейшем состояние его больше не претерпело изменений к лучшему.
Существует предположение, что название акварели на самом деле должно иметь смысл «Проблема ребёнка» и оно подразумевает сам процесс попытки ребёнка решить задачу, которую решала задремавшая в кресле его бабушка.
Размер акварели — 17,1 на 25,4 сантиметров. Техника — акварель и карандаш по бумаге. На акварели, в верхней её части, имеется едва заметная надпись «Причудливый эскиз» и стоит точная дата создания «18 декабря 1857 года». Она находится в Галерее Тейт (англ. Collection Tate). Инвентарный номер N06251. Передана доктором Р. К. Невиллом (англ. R. C. Neville) в 1954 году.
В 2011 году акварель была представлена на крупной выставке произведений художника, проходившей в Orleans House Gallery, а также на выставке акварелей в Галерее Тейт.

## Сюжет и особенности акварели
|   | a | b | c | d | e | f | g | h |   |
| - | --- | --- | --- | --- | --- | --- | --- | --- | - |
| 8 | a8 белый ферзь · d7 чёрный конь · b6 белая пешка · d6 чёрный король · e6 чёрная пешка · e5 белая ладья · f4 белая пешка · h1 белый король | a8 белый ферзь · d7 чёрный конь · b6 белая пешка · d6 чёрный король · e6 чёрная пешка · e5 белая ладья · f4 белая пешка · h1 белый король | a8 белый ферзь · d7 чёрный конь · b6 белая пешка · d6 чёрный король · e6 чёрная пешка · e5 белая ладья · f4 белая пешка · h1 белый король | a8 белый ферзь · d7 чёрный конь · b6 белая пешка · d6 чёрный король · e6 чёрная пешка · e5 белая ладья · f4 белая пешка · h1 белый король | a8 белый ферзь · d7 чёрный конь · b6 белая пешка · d6 чёрный король · e6 чёрная пешка · e5 белая ладья · f4 белая пешка · h1 белый король | a8 белый ферзь · d7 чёрный конь · b6 белая пешка · d6 чёрный король · e6 чёрная пешка · e5 белая ладья · f4 белая пешка · h1 белый король | a8 белый ферзь · d7 чёрный конь · b6 белая пешка · d6 чёрный король · e6 чёрная пешка · e5 белая ладья · f4 белая пешка · h1 белый король | a8 белый ферзь · d7 чёрный конь · b6 белая пешка · d6 чёрный король · e6 чёрная пешка · e5 белая ладья · f4 белая пешка · h1 белый король | 8 |
| 7 | a8 белый ферзь · d7 чёрный конь · b6 белая пешка · d6 чёрный король · e6 чёрная пешка · e5 белая ладья · f4 белая пешка · h1 белый король | a8 белый ферзь · d7 чёрный конь · b6 белая пешка · d6 чёрный король · e6 чёрная пешка · e5 белая ладья · f4 белая пешка · h1 белый король | a8 белый ферзь · d7 чёрный конь · b6 белая пешка · d6 чёрный король · e6 чёрная пешка · e5 белая ладья · f4 белая пешка · h1 белый король | a8 белый ферзь · d7 чёрный конь · b6 белая пешка · d6 чёрный король · e6 чёрная пешка · e5 белая ладья · f4 белая пешка · h1 белый король | a8 белый ферзь · d7 чёрный конь · b6 белая пешка · d6 чёрный король · e6 чёрная пешка · e5 белая ладья · f4 белая пешка · h1 белый король | a8 белый ферзь · d7 чёрный конь · b6 белая пешка · d6 чёрный король · e6 чёрная пешка · e5 белая ладья · f4 белая пешка · h1 белый король | a8 белый ферзь · d7 чёрный конь · b6 белая пешка · d6 чёрный король · e6 чёрная пешка · e5 белая ладья · f4 белая пешка · h1 белый король | a8 белый ферзь · d7 чёрный конь · b6 белая пешка · d6 чёрный король · e6 чёрная пешка · e5 белая ладья · f4 белая пешка · h1 белый король | 7 |
| 6 | a8 белый ферзь · d7 чёрный конь · b6 белая пешка · d6 чёрный король · e6 чёрная пешка · e5 белая ладья · f4 белая пешка · h1 белый король | a8 белый ферзь · d7 чёрный конь · b6 белая пешка · d6 чёрный король · e6 чёрная пешка · e5 белая ладья · f4 белая пешка · h1 белый король | a8 белый ферзь · d7 чёрный конь · b6 белая пешка · d6 чёрный король · e6 чёрная пешка · e5 белая ладья · f4 белая пешка · h1 белый король | a8 белый ферзь · d7 чёрный конь · b6 белая пешка · d6 чёрный король · e6 чёрная пешка · e5 белая ладья · f4 белая пешка · h1 белый король | a8 белый ферзь · d7 чёрный конь · b6 белая пешка · d6 чёрный король · e6 чёрная пешка · e5 белая ладья · f4 белая пешка · h1 белый король | a8 белый ферзь · d7 чёрный конь · b6 белая пешка · d6 чёрный король · e6 чёрная пешка · e5 белая ладья · f4 белая пешка · h1 белый король | a8 белый ферзь · d7 чёрный конь · b6 белая пешка · d6 чёрный король · e6 чёрная пешка · e5 белая ладья · f4 белая пешка · h1 белый король | a8 белый ферзь · d7 чёрный конь · b6 белая пешка · d6 чёрный король · e6 чёрная пешка · e5 белая ладья · f4 белая пешка · h1 белый король | 6 |
| 5 | a8 белый ферзь · d7 чёрный конь · b6 белая пешка · d6 чёрный король · e6 чёрная пешка · e5 белая ладья · f4 белая пешка · h1 белый король | a8 белый ферзь · d7 чёрный конь · b6 белая пешка · d6 чёрный король · e6 чёрная пешка · e5 белая ладья · f4 белая пешка · h1 белый король | a8 белый ферзь · d7 чёрный конь · b6 белая пешка · d6 чёрный король · e6 чёрная пешка · e5 белая ладья · f4 белая пешка · h1 белый король | a8 белый ферзь · d7 чёрный конь · b6 белая пешка · d6 чёрный король · e6 чёрная пешка · e5 белая ладья · f4 белая пешка · h1 белый король | a8 белый ферзь · d7 чёрный конь · b6 белая пешка · d6 чёрный король · e6 чёрная пешка · e5 белая ладья · f4 белая пешка · h1 белый король | a8 белый ферзь · d7 чёрный конь · b6 белая пешка · d6 чёрный король · e6 чёрная пешка · e5 белая ладья · f4 белая пешка · h1 белый король | a8 белый ферзь · d7 чёрный конь · b6 белая пешка · d6 чёрный король · e6 чёрная пешка · e5 белая ладья · f4 белая пешка · h1 белый король | a8 белый ферзь · d7 чёрный конь · b6 белая пешка · d6 чёрный король · e6 чёрная пешка · e5 белая ладья · f4 белая пешка · h1 белый король | 5 |
| 4 | a8 белый ферзь · d7 чёрный конь · b6 белая пешка · d6 чёрный король · e6 чёрная пешка · e5 белая ладья · f4 белая пешка · h1 белый король | a8 белый ферзь · d7 чёрный конь · b6 белая пешка · d6 чёрный король · e6 чёрная пешка · e5 белая ладья · f4 белая пешка · h1 белый король | a8 белый ферзь · d7 чёрный конь · b6 белая пешка · d6 чёрный король · e6 чёрная пешка · e5 белая ладья · f4 белая пешка · h1 белый король | a8 белый ферзь · d7 чёрный конь · b6 белая пешка · d6 чёрный король · e6 чёрная пешка · e5 белая ладья · f4 белая пешка · h1 белый король | a8 белый ферзь · d7 чёрный конь · b6 белая пешка · d6 чёрный король · e6 чёрная пешка · e5 белая ладья · f4 белая пешка · h1 белый король | a8 белый ферзь · d7 чёрный конь · b6 белая пешка · d6 чёрный король · e6 чёрная пешка · e5 белая ладья · f4 белая пешка · h1 белый король | a8 белый ферзь · d7 чёрный конь · b6 белая пешка · d6 чёрный король · e6 чёрная пешка · e5 белая ладья · f4 белая пешка · h1 белый король | a8 белый ферзь · d7 чёрный конь · b6 белая пешка · d6 чёрный король · e6 чёрная пешка · e5 белая ладья · f4 белая пешка · h1 белый король | 4 |
| 3 | a8 белый ферзь · d7 чёрный конь · b6 белая пешка · d6 чёрный король · e6 чёрная пешка · e5 белая ладья · f4 белая пешка · h1 белый король | a8 белый ферзь · d7 чёрный конь · b6 белая пешка · d6 чёрный король · e6 чёрная пешка · e5 белая ладья · f4 белая пешка · h1 белый король | a8 белый ферзь · d7 чёрный конь · b6 белая пешка · d6 чёрный король · e6 чёрная пешка · e5 белая ладья · f4 белая пешка · h1 белый король | a8 белый ферзь · d7 чёрный конь · b6 белая пешка · d6 чёрный король · e6 чёрная пешка · e5 белая ладья · f4 белая пешка · h1 белый король | a8 белый ферзь · d7 чёрный конь · b6 белая пешка · d6 чёрный король · e6 чёрная пешка · e5 белая ладья · f4 белая пешка · h1 белый король | a8 белый ферзь · d7 чёрный конь · b6 белая пешка · d6 чёрный король · e6 чёрная пешка · e5 белая ладья · f4 белая пешка · h1 белый король | a8 белый ферзь · d7 чёрный конь · b6 белая пешка · d6 чёрный король · e6 чёрная пешка · e5 белая ладья · f4 белая пешка · h1 белый король | a8 белый ферзь · d7 чёрный конь · b6 белая пешка · d6 чёрный король · e6 чёрная пешка · e5 белая ладья · f4 белая пешка · h1 белый король | 3 |
| 2 | a8 белый ферзь · d7 чёрный конь · b6 белая пешка · d6 чёрный король · e6 чёрная пешка · e5 белая ладья · f4 белая пешка · h1 белый король | a8 белый ферзь · d7 чёрный конь · b6 белая пешка · d6 чёрный король · e6 чёрная пешка · e5 белая ладья · f4 белая пешка · h1 белый король | a8 белый ферзь · d7 чёрный конь · b6 белая пешка · d6 чёрный король · e6 чёрная пешка · e5 белая ладья · f4 белая пешка · h1 белый король | a8 белый ферзь · d7 чёрный конь · b6 белая пешка · d6 чёрный король · e6 чёрная пешка · e5 белая ладья · f4 белая пешка · h1 белый король | a8 белый ферзь · d7 чёрный конь · b6 белая пешка · d6 чёрный король · e6 чёрная пешка · e5 белая ладья · f4 белая пешка · h1 белый король | a8 белый ферзь · d7 чёрный конь · b6 белая пешка · d6 чёрный король · e6 чёрная пешка · e5 белая ладья · f4 белая пешка · h1 белый король | a8 белый ферзь · d7 чёрный конь · b6 белая пешка · d6 чёрный король · e6 чёрная пешка · e5 белая ладья · f4 белая пешка · h1 белый король | a8 белый ферзь · d7 чёрный конь · b6 белая пешка · d6 чёрный король · e6 чёрная пешка · e5 белая ладья · f4 белая пешка · h1 белый король | 2 |
| 1 | a8 белый ферзь · d7 чёрный конь · b6 белая пешка · d6 чёрный король · e6 чёрная пешка · e5 белая ладья · f4 белая пешка · h1 белый король | a8 белый ферзь · d7 чёрный конь · b6 белая пешка · d6 чёрный король · e6 чёрная пешка · e5 белая ладья · f4 белая пешка · h1 белый король | a8 белый ферзь · d7 чёрный конь · b6 белая пешка · d6 чёрный король · e6 чёрная пешка · e5 белая ладья · f4 белая пешка · h1 белый король | a8 белый ферзь · d7 чёрный конь · b6 белая пешка · d6 чёрный король · e6 чёрная пешка · e5 белая ладья · f4 белая пешка · h1 белый король | a8 белый ферзь · d7 чёрный конь · b6 белая пешка · d6 чёрный король · e6 чёрная пешка · e5 белая ладья · f4 белая пешка · h1 белый король | a8 белый ферзь · d7 чёрный конь · b6 белая пешка · d6 чёрный король · e6 чёрная пешка · e5 белая ладья · f4 белая пешка · h1 белый король | a8 белый ферзь · d7 чёрный конь · b6 белая пешка · d6 чёрный король · e6 чёрная пешка · e5 белая ладья · f4 белая пешка · h1 белый король | a8 белый ферзь · d7 чёрный конь · b6 белая пешка · d6 чёрный король · e6 чёрная пешка · e5 белая ладья · f4 белая пешка · h1 белый король | 1 |
|   | a | b | c | d | e | f | g | h |   |

Название этой работы обычно относится искусствоведами к позиции на шахматной доске, которая считалась достаточно простой, чтобы быть созданной или сыгранной ребёнком. Тема противостояния чёрного и белого цвета на шахматной доске отражена и в противостоянии картины на стене, отражающей протест против рабовладения и изображающей чёрного раба в кандалах, обращающегося с молитвой к небесам (тема эта была актуальна в семье Дадда, последовательных противников рабства), и мраморной скульптуры в центральной части верхней половины картины.
Точный смысл этой странной акварели Дадда искусствоведам неясен, но они предполагают, что эта работа подразумевает, что человеческое существование является ужасным испытанием, экзистенциальным порабощением, неразрешимой задачей, которую необходимо пережить.
«Детская задача» — одна из самых тревожных картин художника. Бабушка главного героя (судя по её лицу — суровая и жёсткая женщина) дремлет в кресле, в то время как маленький мальчик, с безумным лицом испуганного, но смертельно опасного сумасшедшего, смотрит в пустоту поверх шахматной доски на столе перед ним, тем не менее протягивая руку, чтобы сделать ход. Он не настолько высок, чтобы увидеть пространство стола дальше шахматной доски, да и её положение лишь ненамного ниже уровня глаз мальчика, что делает игру в шахматы практически невозможной.
Выше и позади мальчика на стене находится подвергшийся некоторому изменению Даддом знаменитый образ негра-раба, получивший известность благодаря аболиционистскому медальону керамиста Джозайи Уэджвуда (англ. Josiah Wedgwood). 22 мая 1787 года медальон был выполнен в фаянсе, предварительный рисунок для него приписывается художникам Уильяму Хэквуду и Генри Уэбберу (англ. Henry Webber), надпись на нём гласит: «Разве я не муж и брат?» (англ. «Am I not a man and a brother?»). Медальон был использован в качестве логотипа Общества борьбы за отмену рабства в Англии. Ксилография этого логотипа появилась в публикации 1837 года поэтом-квакером и аболиционистом Джоном Гринлифом Уиттьером (англ. John Greenleaf Whittier, 1807—1892) стихотворения «Наши земляки в цепях» (англ. Our Countrymen in Chains). Цена была установлена по два цента за одну ксилографию в розницу, или один доллар за сотню оптом. Ксилография пользовалась широкой популярностью. Но наиболее близка этому изображению на акварели Дадда картина маслом неизвестного художника, выполненная около 1800 года и находящаяся в собрании Wilberforce House Museum. Рядом с этой картиной изображена мраморная статуя вставшей на колено обнажённой женщины, ещё дальше вправо — большая картина в декоративной раме, изображающая плывущий по морю в сильную бурю парусник.
Новую и оригинальную трактовку акварели дала австралийская писательница и художественный критик Дженнифер Хигги (англ. Jennifer Higgie), автор беллетризированой биографии Ричарда Дадда «Бедлам», вышедшей в 2006 году. Она отмечает:

«Нож лежит в центре акварели, мы должны помнить, что именно ножом художник нанёс смертельный удар своему отцу. Может быть, это и есть проблема ребёнка? Есть ещё три женщины: старуха спит, а девушка, запечатлённая в камне, плывёт над ней как призрак. На стене висит изображение ещё одной женщины — обнажённой [а не мужчины-раба как у Джозайи Уэджвуда], её руки подняты в мольбе, подобно аболиционистскому плакату».— Alison Smith. Jennifer Higgie on Richard Dadd’s «The Child’s Problem» (1857)
Дженнифер Хигги отмечает также, что ни одна из женщин, изображённых на акварели, не смотрит на мальчика.
По мнению Хигги, парусник на картине в правом верхнем углу акварели многозначен для Дадда. Детство художника прошло среди корабелов Чатема, своё преступление он совершил, вернувшись из морского плавания, одновременно парусное судно в бурю — традиционный образ тяжёлой борьбы за свободу.

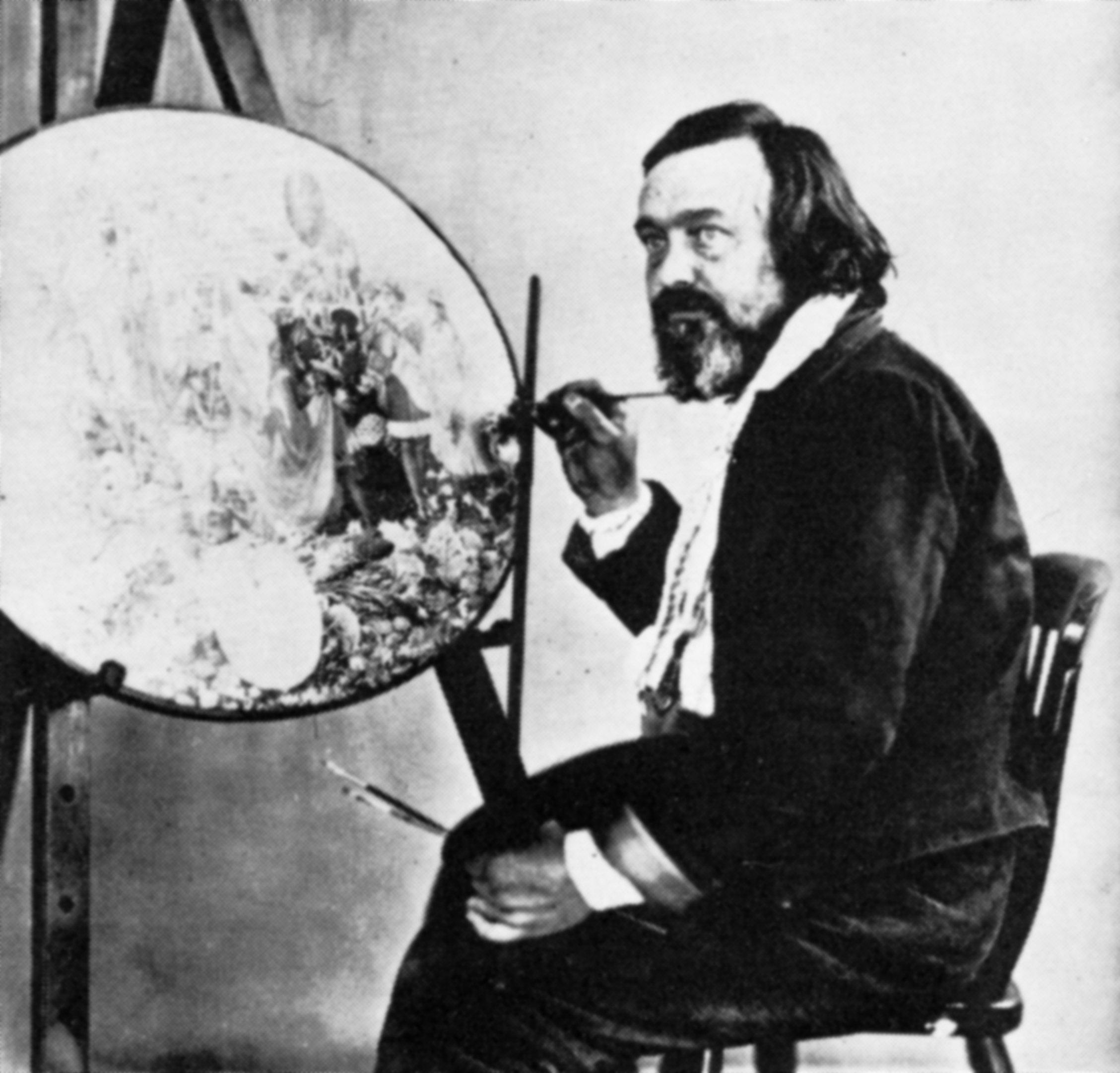
Ричард Дадд в 1856 году (работает над картиной «Оберон и Титания»[10]). Фотография
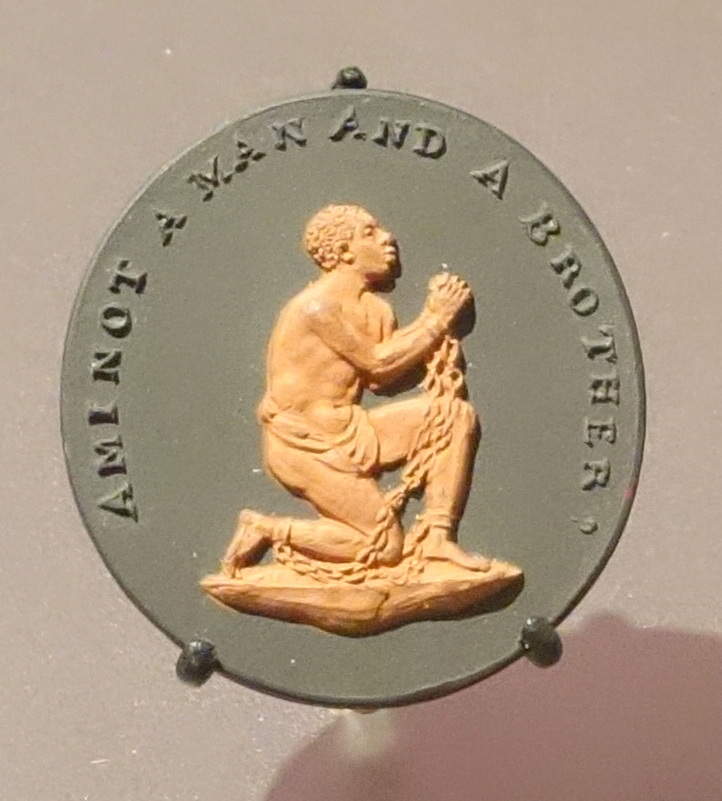
Разве я не муж и брат? Медальон по рисунку Уильяма Хэквуда, фабрика Джозайи Веджвуда, 1787
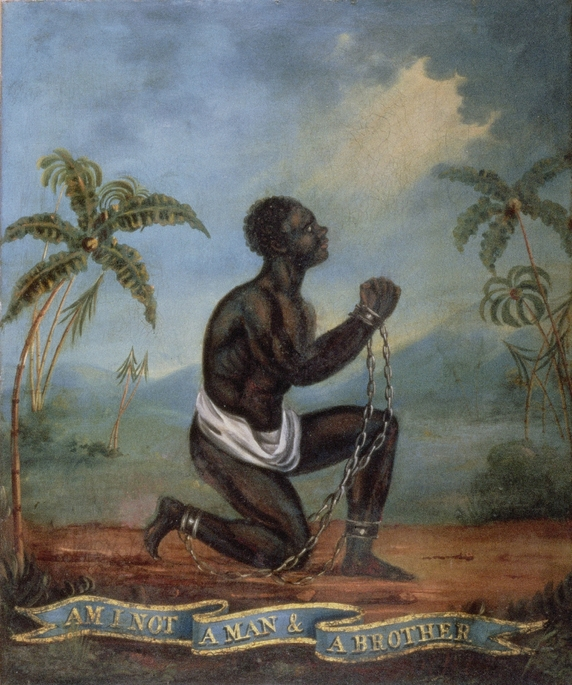
Неизвестный художник. Разве я не муж и брат? Около 1800 года

На столе изысканный натюрморт из объектов, которые могут иметь, по мнению искусствоведов, символическое значение. Среди этих объектов: шахматные фигуры (на одну из пешек надета «шляпка» из ореховой скорлупы), уже снятые с доски, грецкие орехи (часть из них уже расколота лежащими рядом щипцами), десертный нож, необычной формы ваза с цветами, графин и рюмка.

## Позиция на шахматной доске
Основываясь на наиболее чёткой репродукции акварели в книге «The Complete Chess Addict» Майка Фокса и Ричарда Джеймса, шахматист и искусствовед Мартин Смит реконструировал позицию, изображённую художником на шахматной доске. По его мнению, на акварели изображён мат в два хода. Исследователь обращает внимание, что доска на акварели развёрнута так, что белые фигуры предназначаются для зрителя, в то время как мальчик находится у исходной позиции чёрных фигур.
Решение задачи:

1. Фd8 Крс6 (единственный возможный ход для чёрных); 2. Фс7Х

## Акварель Дадда в современной литературе и искусстве
Акварель «Детская задача» cыграла большую роль в формировании замысла романа современной писательницы Элизабет МакГрегор «Девушка в зелёном зеркале» (The Girl in the Green Glass Mirror). Отдельные эпизоды книги происходят в психиатрической лечебнице с участием Ричарда Дадда и вдохновлены данной акварелью.
Новелла Реджи Оливера (англ. Reggie Oliver), вдохновлённая акварелью Дадда, носит название «Детская задача». Она опубликована Стивеном Джонсом в сборнике «Книга ужасов».